# Halmstads Martin Luthers distrikt
Halmstads Martin Luthers distrikt är ett distrikt i Halmstads kommun och Hallands län. 
Distriktet ligger i Halmstad och är befolkningsmässigt landskapets såväl som länets största distrikt. 

## Tidigare administrativ tillhörighet
Distriktet inrättades 2016 och utgör en del av området som Halmstads stad omfattade fram till 1967.
Området motsvarar den omfattning Martin Luthers församling hade 1999/2000 och fick 1962 genom utbrytning ur Halmstads församling.